# 康馬河弱棘鯻
康馬河弱棘鯻（學名：Hephaestus komaensis）為鱸形目鱸亞目鯻科的其中一種，分布於大洋洲巴布亞紐幾內亞淡水流域，深度0-3公尺，本魚體粗壯，呈紡錘型，體長可達14.3公分，棲息在底層水域，屬肉食性，繁殖期時，成魚會保護卵並搧動魚鰭提供足夠的氧，生活習性不明。

## 擴展閱讀
維基物種上的相關：康馬河弱棘鯻